# 谢亚龙
谢亚龙（1955年12月1日—），出生于中國重慶市，曾任中体产业集团董事长。谢亚龙在2005年至2008年任中国足协专职副主席、国家体育总局足球运动管理中心主任、党委副书记，是当时中国足球运动最高级别管理者。

## 生平
1986年毕业于北京体育大学，硕士学历。曾任国家体育总局群体司司长、田管中心主任以及北京体育大学副校长、国家体育总局科研所党委书记。2001年，谢亚龙以中国代表团团长身份带队参加了第八届世界田径锦标赛。先后从事过运动员、教师、机关公务员等职业，曾先后在北体大、办公厅、群体司、田径中心、体育科研所、电子信息中心工作，2002-2004年还在陕西安康市挂职任市委副书记两年。
2005年2月17日，谢亚龙接替阎世铎足球运动管理中心主任、党委副书记职务，但在其主管足协期间，各级国家队的成绩并不理想，尤其国奥队在北京奥运会表现糟糕，从而使得谢亚龙被大量球迷批评，国奥队出局后余下的比赛亦有大量球迷高喊“谢亚龙下课”。“谢亚龙下课”亦成为2008年中国足球超级联赛看台上的流行语。
2008年9月，谢亚龙被派往国家行政学院学习三个月，期间的工作将由南勇负责。因为在是奥运结束后以及宣布的突然等因素，这件事被媒体和球迷评论为谢亚龙变相下课。同年11月21日，北京某媒体爆出谢亚龙将会在奥运失败后留任，在网络上又掀起风波。几天后足协辟谣称报道不实。2009年1月，谢亚龙调任中体产业集团董事长，正式离开足协的领导岗位。

## 涉嫌收受贿赂
2010年9月12日，警方公布谢亚龙因涉嫌赌球问题被立案侦查，后传出他涉嫌泄露国家机密。其中体董事长一职也于当月被正式罢免。
2012年4月25日，谢亚龙在四审中翻供称其被刑讯逼供，亦因此被取消自首认定。据报道，在全部被控金额中，谢亚龙承认收受的仅有上海联城俱乐部所有者朱骏于2006赛季贿赂他的消费卡16000余元等个别几项。
2012年6月，丹东市中级人民法院对其做出一审判决：判处有期徒刑十年六个月，并处没收个人财产上缴国库。根据《中国共产党纪律处分条例》第三十条，因故意犯罪入刑者将被开除党籍。2015年1月12日下午，北京市第二中级人民法院在司法部燕城监狱对罪犯谢亚龙减刑案进行了公开开庭审理，并当庭宣判，裁定减去一年有期徒刑。2016年10月，北京法院官网发布了《关于审理罪犯谢亚龙减刑案件的公示》，称刑罚执行机关以罪犯谢亚龙获得6表扬为由，建议将其刑期减去一年，这名前足协副主席将在2019年3月3日刑满释放。

## 轶闻
叉腰肌
2008年8月17日，在中国女足国奥队在香河基地进行的奥运会赛后总结会上，谢亚龙在总结中批评女足队员“无斗志无能力”，并指出：中国女足身体肌群中最需要训练的是“叉腰肌”。而在当时参加会议的记者将谢亚龙提到的“髂腰肌”（Iliopsoas）误听为发音相近的“叉腰肌”；并写入在之后发表的相关文章中，这些文章受到了中国大陆网民的强烈关注，认为谢亚龙不懂装懂，并将中国足球队在奥运会上的糟糕表现归结于他在任上的无能。该词一度成为2008年的网络热词之一。
2011年12月24日，在中国中央电视台于深夜播出的《新闻调查》节目中，已经被收押于看守所的谢亚龙谈及“叉腰肌”事件，为自己鸣冤，认为是记者不懂。 而在此之后的一些文章里，认为谢亚龙提及的训练“髂腰肌”对运动员而言是正确的意见。 